# 女占い師 (ラ・トゥール)

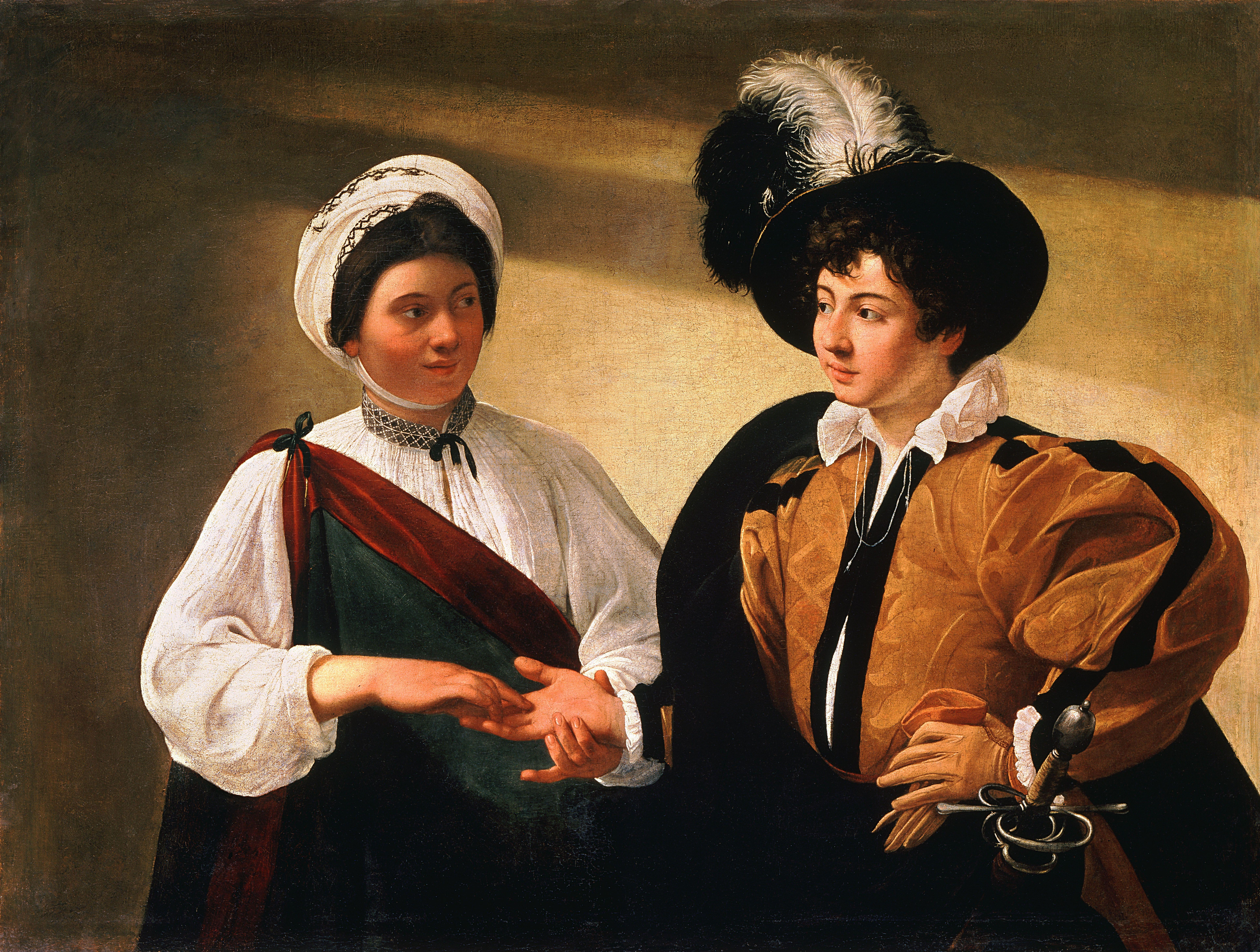
カラヴァッジョ『女占い師』、1595年頃、ルーヴル美術館、パリ

『女占い師』（おんなうらないし、仏: La Diseuse de bonne aventure, 英: The Fortune Teller）は、フランス17世紀の巨匠ジョルジュ・ド・ラ・トゥールが1630年代にキャンバス上に油彩で制作した風俗画で、画家が「昼間の情景」を表した絵画の1つである。作品は1960年にニューヨークのメトロポリタン美術館に収蔵され、以来、同美術館に展示されている。

## 歴史
1945年5月、当時の所有者であったガスティーヌ将軍 (le général Jacques de Gastines) の甥の息子であったジャック・セリエ (Jacques Célier) が本作をジョルジュ・ド・ラ・トゥールの作品と特定した。セリエは幼いころから本作が家の壁に掛かっているのを見ていた。しかし、実際に本作がラ・トゥールの作品であると理解したのは、第二次世界大戦中の1943年のことであった。ドイツ軍の戦争捕虜となった時、司祭によって配られた本の中にラ・トゥールの『いかさま師』(ルーヴル美術館、キンベル美術館) の図版があり、自身がずっと見ていた『女占い師』もラ・トゥールの作品だと気づいたのである。
ジャック・セリエは、「昼寝をするたびにたびたび私がおもむいた部屋には、非常に強い印象を与える絵画が１点かかっていた。それが『女占い師』だったのである。顔をしかめたジプシーの老女は私を非常にこわがらせ、共犯の若い女性の丸くて青白い顔は私をさらに不安がらせ、盗みを働く女性たちは私を猛烈に憤慨させた」と回想している。
ガスティーヌ将軍から本作を受け継いだ相続人たちは、本作の存在をフランスの国立美術館の館長たちに知らせた。1949年、ルーヴル美術館が作品の獲得に名乗りをあげたが、交渉は失敗に終わり、画商のジョルジュ・ウィルデンシュタインが作品を獲得した。その後10年間、絵画の存在は忘れ去られ、一部の専門家だけにしか研究されることはなく、図版としてどの書物にも掲載されることもなかった。その間、本作の購入の打診を受けたのは、ワシントンのナショナル・ギャラリーとニューヨークのメトロポリタン美術館であったが、結局、1960年にメトロポリタン美術館が購入した。本作が突然に現れたことにフランスは激しい衝撃を受け、メディアでも大問題となったため、当時のフランスの文化大臣アンドレ・マルローは本作がアメリカに輸出されたことを議会で釈明しなければならないほどであった。

## 作品

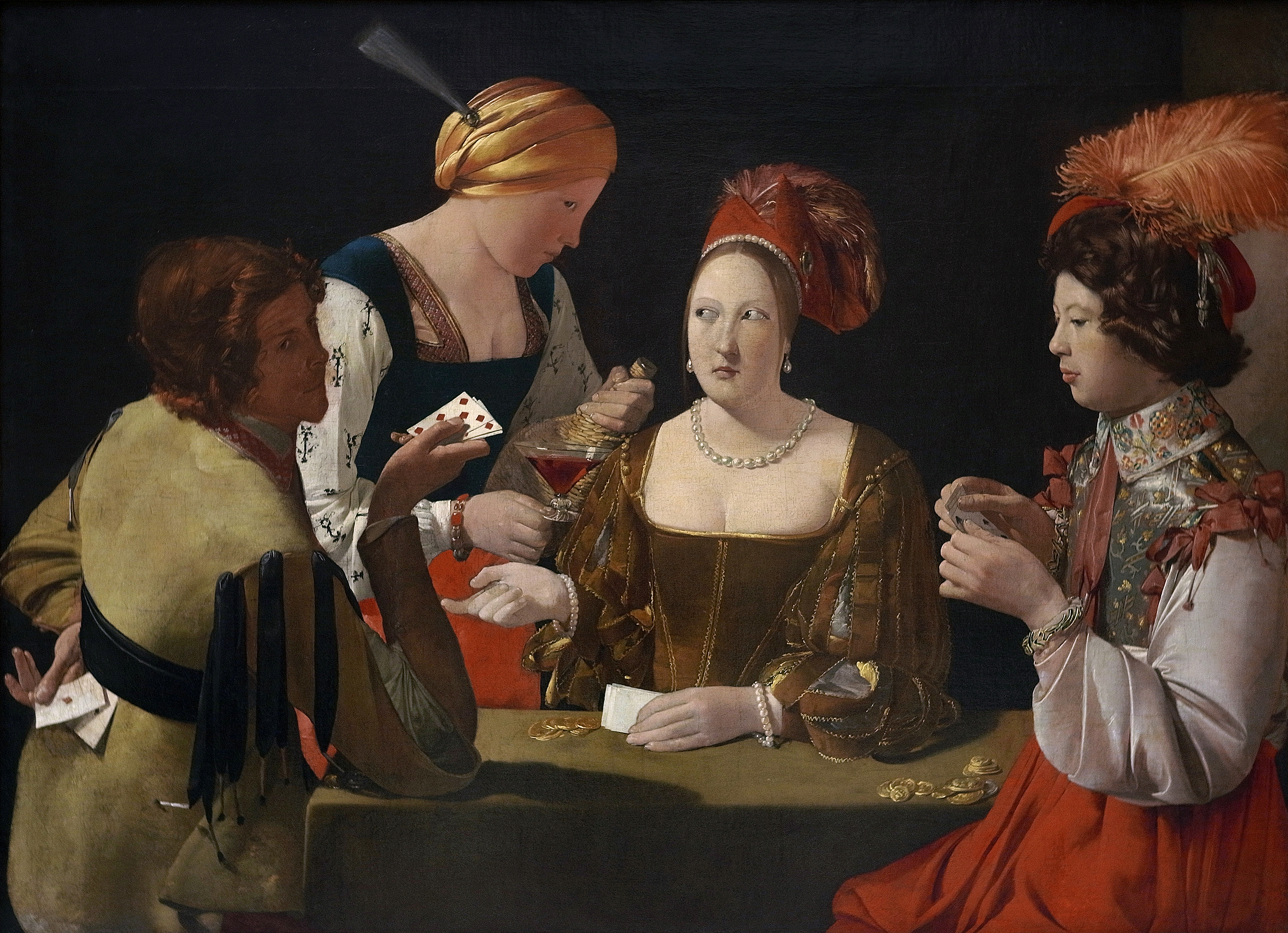
ジョルジュ・ド・ラ・トゥール『ダイヤのエースを持ついかさま師』、1636-38年頃、ルーヴル美術館、パリ

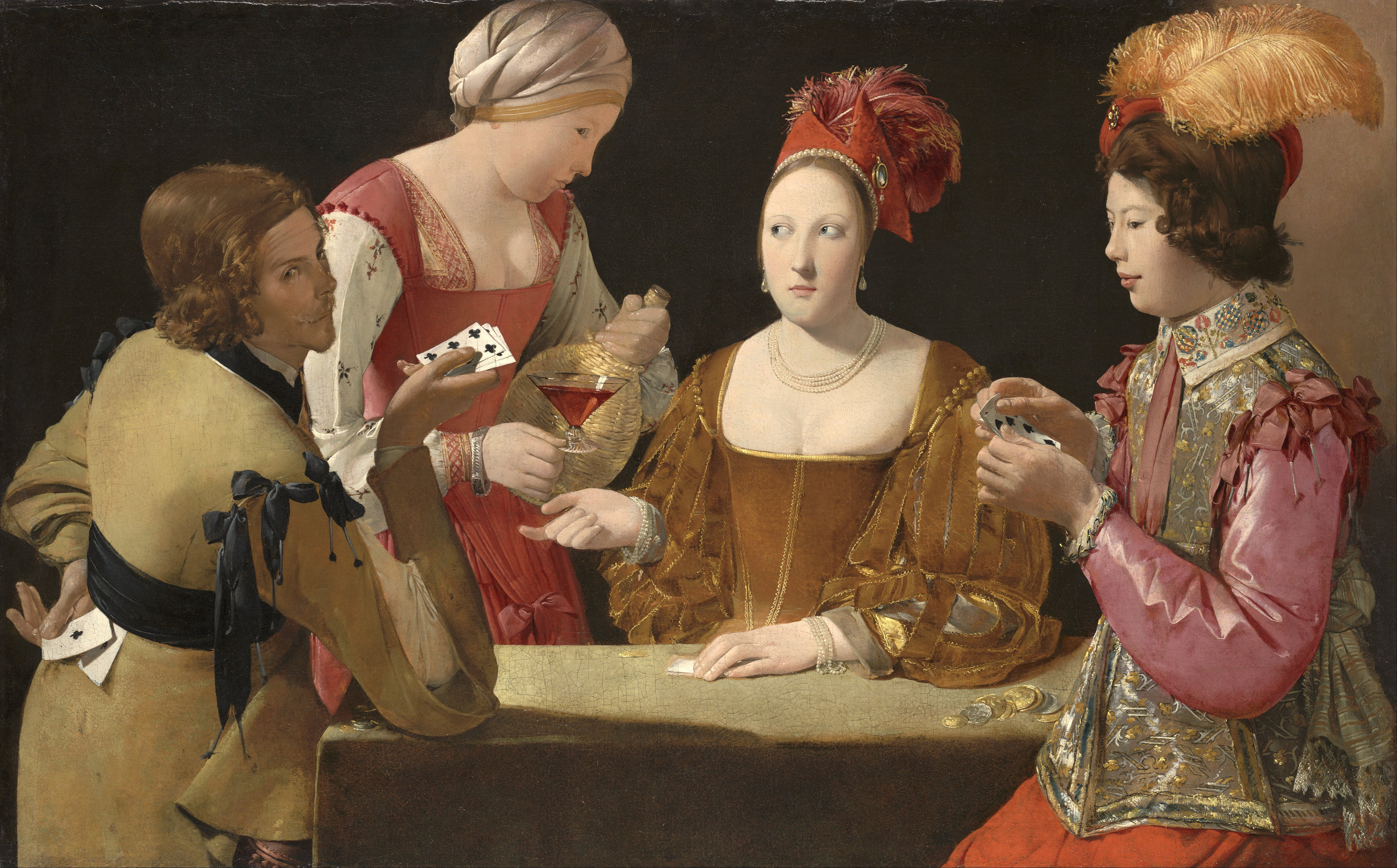
ジョルジュ・ド・ラ・トゥール『クラブのエースを持ついかさま師』、1630-1634年、キンベル美術館、フォートワース (テキサス州)

ラ・トゥールは夜の情景と昼間の情景を描いたが、昼間の情景を描いた作品は1630-38年の間に制作された。この時期、ラ・トゥールの生地ロレーヌ公国はペストの流行に加え、フランスと神聖ローマ帝国の間に続いた三十年戦争のために荒廃していた。ちなみに本作の画面右上の銘文には、画家が住んでいたロレーヌ公国の町、リュネヴィルの名がみえる。
17世紀のヨーロッパでは、イタリアのバロック期の画家カラヴァッジョが『女占い師』(ルーヴル美術館、カピトリーノ美術館) を描いて以来、カラヴァッジェスキ (カラヴァッジョ派の画家) たちによって、この主題が好んで描かれた。しかし、ラ・トゥールがいかにしてカラヴァッジョの影響を取り入れたのかは判明していない。なお、ラ・トゥールは、やはりカラヴァッジョの描いた類似の主題である『トランプ詐欺師』(キンベル美術館) の影響がうかがわれる上述の『ダイヤのエースを持ついかさま師』 (ルーヴル美術館) と『クラブのエースを持ついかさま師』(キンベル美術館) を描いている。
おそらく1630年代に制作された本作の場面は明るい日の光に照らされている。中央左寄りの美貌の青年は、刺繍で装飾されたピンク色を主調とする衣服の上に黄褐色の皮の上着 (「ジャーキン」といい、16-17世紀のヨーロッパで着用された男性用の袖なしの上着) を纏っている。ベルトの先には金の飾り玉がつき、首元には金の紐が結ばれている。財布の紐は金とエナメル製で、先端にメダイヨンのついた金鎖には、場面には存在しない「愛」と「信頼」を意味するラテン語が記されている。
富裕な青年は、４人の女性に取り囲まれている。画面右端にいる老婆と、左から二番目にいる女性はロマだと思われる。占いは伝統的に旅芸人、特にロマと結び付けられることが多かった。老婆は運命を告げながら、青年からコインを取り上げている。その左隣の白い顔の女性は青年を横目で見ながら、メダイヨンのついた金鎖を切ろうとしている。一番左端の女性は、青年のポケットから金品をかすめとろうとしている。
盗みの情景とはいえ、すべての登場人物は優雅な衣服を身に着け、作品には空想的で現実離れした雰囲気がある。本作は、旧約聖書にある放蕩息子の寓話を示唆するものとして演劇の場面のように描かれたのかもしれない。このような演劇的場面を、ラ・トゥールは、登場人物の視線と手の動きに鑑賞者の注意を引きつけるように描いている。